# Cadalso
Cadalso là một đô thị nhỏ ở phía tây Tây Ban Nha, gần Bồ Đào Nha. Nó ở Sierra de Gata tây bắc tỉnh Cáceres, cộng đồng tự trị Extremadura. Dân số năm 2003 là 581 người. Các ngành nghề chính bao gồm nông nghiệp, dầu ô-liu, chăn nuôi dê và gỗ thông.
40°14′B 6°32′T / 40,233°B 6,533°T